# الفناء (مسلسل)
الفناء (بالتركية: Avlu) هو مسلسل سجون تركي، عرض لأول مرة يوم الخميس بتاريخ 29 مارس 2018 على قناة star tv التركية من إنتاج شركة Limon Film.
يناقش المسلسل مجموعة من القضايا الاجتماعية الهامة كالتفكك الأسري والإدمان والمشاكل الزوجية والعنف ضد المرأة ويجسد مسلسل الفناء الجانب المظلم من الحياة كما يتطرق إلى الكثير من السلوكيات الخاطئة التي تقود الإنسان إلى الخروج عن طوره الطبيعي وارتكاب الجرائم ويوعي النساء ان يقوموا باخذ حقهن ممن يأذيهن مهما جرى ويعلمهن الوقوف على اقدامهن رغم الاضطهاد وقد حقق المسلسل نجاحاً خارجياً كبيراً وصلت مبيعاته لليونان وروسيا وعدة دول وقامت المنصة العالمية «نتفلكس» بشراءه والموسم الثالث من المسلسل من إنتاجها.
المسلسل من بطولة |ديميت ايفجار]] وجيران موراي ونورسال كوسا ونرجس اوزتورك وكنان ايجي وسيلين سيفين.
يحكي عن «دينيز ديمير» التي تدخل السجن بتهمة الشروع في
قتل زوجها «هاكان ديمير» فيتم فصل دينيز عن ابنتها «ايجام» على ذمة التحقيق، في ما بعد ذلك طريقة تعامل دينيز مع بيئة السجن وكيف يوماً بعد يوم يصبح اسم دينيز ديمير اسم مُرعب في السجن، يحكي أيضاً عن باقي السجينات من أهمهم السجينة «عذراء كايا» وهي رئيسة المهجع الذي تتواجد فيه دينيز وكذلك يحكي عن البقية من سجينات المهجع B1 ومن ضمنهم «هيڤيس شين» وطرق دخول كل منهن إلى السجن وتعاملهن مع بعضهن واملهن المتبقي وصراعهن مع «زيرين شاهين» و «قدرت اوزتورك» وعن العاملين بالسجن وطريقة تعاملهم مع السجينات وعن نظام السجن وفساده.

## الادوار البطولية
| اسم الممثل   | دوره         | معلومات عن الشخصية |
| ------------ | ------------ | --- |
| ديميت إيفجار | دينيز ديمير  | تلفت الانتباه، لطيفه، وامرأة عاقله، عندما كانت في الجامعه تتعرف على شاب يدرس في قسم الموسيقى اسمه هاكان عشقته في أول لقاء وبعد فترة قصيرة يتزوجون وتلد ابنتها ايجام ومن ثم يبدأ العنف من قِبل زوج دينيز امرأه تحب ابنتها كثيرًا وانها جاهزه لتفعل كل شيء من اجلها. |
| جيران موراي  | عذراء كايا   | أم صاحبة كحول وهذه المشكله بسبب أمها وابنة أب تخلى عنها، والمرأه الي تحملت المسؤوليه منذ ذهاب زوجها، في عقل عذراء كلمتين لن تُمسح من عقلها " لو لم تكوني مولوده كان سيحبني دائمًا أباك، بسببك ذهب" وتم انقاذ عذراء من قِبل الحقوق الاجتماعيه وانها تحاول تجاوز طفولتها الصعبة. |
| نورسال كوس   | قدرت اوزتورك | امرأة ذكية للغاية ومتسرعة بعض الشيء، جبانة وثرثارة، لكن كلمتها قويه للغايه، يتيمة الاب وقعت في الطرق السيئه بسبب غضبها، وخطوة خطوة أسست لنفسها إمبراطورية وقتلت شريك حياتها زوجها "زكي" ولهذا السبب هي في السجن واسم آخر يخاف منه وشهير بقوته في السجن. |
| كنان إيجي    | مراد اونال   | صاحب أخلاق صادق وجدير بالثقة ومحترم، والديه يعملون في ألمانيا ولذلك اضطر أن يترابى عند أحد اقاربه في اسطنبول وشعور الهجر لدى مراد من قِبل والديه جعله صاحب خمور في شبابه، وعندما كانت حياة مراد على وشك الضياع حصل شيء لم يتوقعه وينتظره في حياته وهي نيهال ثقته المفقوده عادت بسبب علاقته مع نيهال بالنسبه لمراد اصبحت نيهال عائلته. يُقتل مراد من قبل زيرين شاهين                                                                       |
| نرجس اوزتورك | زيرين شاهين  | رابع أهم الشخصيات بالمسلسل بعد دينيز وعذراء وقدرت، مديرة السجن الجديدة، مريضة نفسيًا تحاول الانتقام لأختها عن طريق السجينات والموظفين بالسجن حيث أن أختها "زينب" قُتلت في السجن، ولها طرق في التعامل مع السجينات غير إنسانية وتفعل مايحلو لها ولا تخاف من إحداهن وتقوم بأمور غير قانونية بالسر وستحاول تخريب علاقة عذراء مع دينيز والبقية وستصبح العدوة الرئيسية بالقصة وستكون أيضاً من ضمن الأبطال ستظهر بالحلقة الأولى من الموسم الثاني. |
| سيلين سيفين  | هيفيس شين    | قتلت شخص اغتصبها وهي طفلة، سعت للانتقام منه عندما كبرت ونجحت ووصلت للسجن بهذا الشكل، كما أنها شبه مدمنة ولديها تحسس من الرجال، تحب عذراء وتساندها بكثرة، مرحة وتفعل مايحلو لها نوعاً ما ستظهر بالحلقة الأولى من الموسم الثاني. |

## القصة
تدور أحداث المسلسل حول سيدة تدعى دينيز ديمير، تدخل السجن بتهمة الشروع بقتل زوجها، بعد مشادة كلامية تقع بينه وبين ابنته، ليمسك الأب المسدس ويهدد بقتلهن، إذ يسقط المسدس من يده، وتتجه الأم لإبعاده عنه، ويقوم بتعنيفها وضربها، وفجأة تٌطلَق رصاصة عليه من قِبل ابنته إيجام، ويُقبض على الأم والبنت، وتعترف دينيز أثناء التحقيق بإطلاق النار بدلاً من ابنتها.
تدخل دينيز ديمير السجن وهي بريئة ومع تسلسل الأحداث يقتل ابن السجينة قدرت اوزتورك (ألب) ابنة دينيز (إيجام) بأمر من امه فتهرب دينيز من السجن وتنتقم لابنتها فتصبح قاتلة بعد أن دخلت إلى السجن وهي بريئة ويُحكم عليها بالمؤبد.
ويحكي أيضًا قصص وصراع السجينات عامةً، ويلقي الضوء على الفوضى والفساد المنتشر داخل بيئة السجن، من حيث تسريب الممنوعات، والتجاوزات الخطيرة، ويشوب ضمن هذه الفوضى صراع بين فريقي الرئيسة عذراء والرئيسة قدرت.

## روابط خارجية
- الفناء على موقع IMDb (الإنجليزية)
- الفناء على موقع نتفليكس (الإنجليزية)
- الفناء على موقع كينوبويسك (الروسية)
- الفناء على موقع قاعدة بيانات الفيلم (الإنجليزية)

- حساب المسلسل على الانستقرام: https://www.instagram.com/avludizi/
- حساب المسلسل على تويتر: https://twitter.com/avludizi?lang=ar
- قناة المسلسل على اليوتيوب: https://www.youtube.com/channel/UCVgeIzj6TgseOnQirWqkibg